# Sokotský sultanát
Sokotský chalífát (دولة الخلافة في بلاد السودان) nebo také Sokotský sultanát byl jeden z nejlépe organizovaných států tropické Afriky, vznikl džihádem v roce 1804. V jeho čele stanul Usman dan Fodio, vzdělaný vůdce kmene Fulbů. V roce 1809 bylo ustaveno Sokoto hlavním městem. Po smrti Usmana dan Fodia byla země vystavena velkému vnitřnímu tlaku, kterému ovšem díky jeho synovi, Mohamedu Bellovi, odolala a nerozpadla se. Za vlády Mohameda Bella ovládalo Sokoto území o ploše přibližně 400 000 km².
Jako středisko vzdělanosti nahradilo Sokoto Timbuktu. Moc panovníků pomáhala udržovat pevná síť státní správy a islámské právo. Jednalo se o jeden z prvních států subsaharské Afriky s psaným zákonem.
Země čile obchodovala zejména se severní Afrikou. Látky zdejší výroby byly vyváženy až do Egypta a Brazílie.
I po ovládnutí Sokotského sultanátu Brity v roce 1903 si sultán a jeho emírové uchovali významné postavení v nové kolonii a pozdější samostatné Nigérii.